# Pružanj
Pružanj es un pueblo ubicado en el municipio de Tutin, Serbia. Según el censo de 2002, el pueblo tiene una población de 202 personas.